# Metroid Prime 3: Corruption
Metroid Prime 3: Corruption — компьютерная игра в жанрах шутера от первого лица и action-adventure, разработанная американской студией Retro Studios и изданная Nintendo для игровой консоли Wii, третья и заключительная часть трилогии Metroid Prime. Игра была выпущена в 2007 году в Северной Америке, Австралии и Европе, а также в 2008 году в Японии. Metroid Prime 3: Corruption использует новую и необычную для серии систему управления с помощью Wii Remote и Wii Nunchuk. В 2009 году игра была переиздана в составе сборника Metroid Prime: Trilogy, куда были включены Metroid Prime и Metroid Prime 2: Echoes с обновленной графикой и той же самой системой управления, что и в Metroid Prime 3.
Подобно Metroid Prime и Metroid Prime 2: Echoes, игра представляет собой жанровое сочетание шутера от первого лица с action-adventure. Управление требует обязательного подсоединения Wii Nunchuk к Wii Remote. С помощью джойстика Wii Nunchuk осуществляется передвижение Самус, тогда как Wii Remote играет роль светового пистолета. Другие действия распределены между обоими устройствами: прыжок и выстрел осуществляются с помощью Wii Remote, сворачивание в клубок и фиксация прицела на врагах — с помощью Wii Nunchuk. Некоторые элементы управления связаны с положением и движением устройств управления в пространстве — для ряда действий Wii Remote и Wii Nunchuk нужно встряхивать, наклонять и тому подобное.
HUD игры, в частности, находящиеся у краев экрана шкалы здоровья, оставшихся боеприпасов, радара, изображает внутренности гермошлема Самус с отображением данных в буквальном смысле на смотровом стекле. Помимо обычного режима видения, игрок может переключаться между тремя дополнительными режимами видения. Сканирующее видение позволяет получать текстовую информацию о разных объектах в игре; командное видение дает возможность дистанционно отдавать приказы кораблю Самус, например, расстрелять ракетами преграду или переместить в другое место уровня тяжелый объект. С помощью рентгеновского видения игрок может видеть сквозь некоторые преграды и находить уязвимые места врагов.
Как и в предыдущих играх серии, Самус может сворачиваться в компактный клубок (англ. Morph Ball), при этом игра переходит в режим от третьего лица. В этом режиме нельзя стрелять, но можно закладывать бомбы, уничтожающие врагов, но не наносящие урона самой героине. В режиме клубка можно закатываться в узкие проходы и перемещаться по трубопроводам. Многие места игры представляют собой физические головоломки, где, манипулируя бомбами и режимом ускорения клубка, нужно преодолеть систему препятствий.

## Сюжет
Действие игры происходит спустя полгода после конца Metroid Prime 2: Echoes и до начала Metroid II: Return of Samus. Главная героиня Самус Аран присоединяется к группе охотников за головами, нанятых Галактической Федерацией. После атаки космических пиратов, возглавляемых Тёмной Самус (англ. Dark Samus) — призрачным двойником героини — другие члены отряда исчезают. Самус должна посетить несколько планет, атакованных пиратами, и выяснить, что происходит. По ходу сюжета Самус осознаёт, что за пиратами и Тёмной Самус стоит куда больший враг — разумная неорганическая субстанция под названием фазон (англ. Phason), пытающаяся поглотить всю жизнь в галактике. Самус сама оказывается зараженной фазоном и должна уничтожить угрозу или умереть.

## Отзывы
| Сводный рейтинг       | Сводный рейтинг    |
| Агрегатор             | Оценка             |
| --------------------- | ------------------ |
| GameRankings          | 90,23 %            |
| Game Ratio            | 90 %               |
| Metacritic            | 90/100 (62 обзора) |
| MobyRank              | 90/100             |
| Иноязычные издания    |                    |
| Издание               | Оценка             |
| 1UP.com               | A                  |
| AllGame               | [ 6 ]              |
| CVG                   | 9,2/10             |
| EGM                   | 26/30              |
| Eurogamer             | 9/10               |
| Game Informer         | 9,5/10             |
| GamePro               | [ 11 ]             |
| GameRevolution        | B+                 |
| GameSpot              | 8,5/10             |
| GameSpy               | [ 14 ]             |
| GamesRadar+           | 9/10               |
| GameTrailers          | 9,6/10             |
| IGN                   | 9,5/10             |
| Nintendo Power        | 10/10              |
| Nintendo World Report | 9,5/10             |
| ONM                   | 94 %               |
| PALGN                 | 9/10               |
| The Adrenaline Vault  | [ 24 ]             |
| VideoGamer            | 9/10               |
| WorthPlaying          | 8,5/10             |
| Русскоязычные издания |                    |
| Издание               | Оценка             |
| «Страна игр»          | 9,5/10             |

## Сиквелы
Игра Metroid Prime: Federation Force для Nintendo 3DS, разработанная студией Next Level Games, была анонсирована на выставке E3 2015; продюсер серии Metroid Prime Кэнсукэ Танабэ заявил: «на этот раз мы делаем историю о Галактической Федерации». Комментируя концовку Corruption, Танабэ отметил, что хотел бы создать историю, в центре которой будут Самус и Сайлюкс: «между ними что-то происходит. Я хочу сделать игру, которая затронет [это]». Танабэ добавил, что Nintendo не планирует выпускать следующую игру серии для Wii U, заявив, что «скорее всего, она выйдет на консоли Nintendo NX».
13 июня 2017 года во время презентации Nintendo Spotlight на выставке E3 2017 компания объявила, что в разработке находится Metroid Prime 4 для системы «NX» (ныне известна как Nintendo Switch). В разработке игры не принимала студия Retro Studios, однако продюсер серии Кэсукэ Танабэ сохранил свою роль. Разработкой игры занималась студия Bandai Namco Studios Singapore, в которую входили некоторые сотрудники, работавшие над отменённой игрой Star Wars 1313. В январе 2019 года Nintendo объявила, что разработка игры была перезапущена с нуля, а за разработку игры вновь стала отвечать студия Retro Studios.